# غوزل بلاغ (شاهين دج)
غوزل بلاغ هي قرية في مقاطعة شاهين دج، إيران. عدد سكان هذه القرية هو 667 في سنة 2006.